# Nicke Borg
Niklas "Nicke" Borg, född 3 april 1973 i Nässjö, är en svensk sångare och gitarrist i Backyard Babies. Medan Backyard Babies hade uppehåll startade han soloprojektet Nicke Borg Homeland. Han jobbar även som programledare på radiostationen Rockklassiker samt driver den nystartade podden Minnesluckan. 
Borg har släppt åtta studioalbum med Backyard Babies och två album med Homeland, "Chapter 2" och "Ruins of a Riot".
Nicke Borg medverkade i Melodifestivalen 2011 i deltävlingen i Malmö där han gick vidare som nummer två med bidraget Leaving Home till finalen i Globen..
Som enbart låtskrivare står Borg bland annat bakom Erik Grönwalls "Somehwhere Between A Rock And A Hard Place", Dynazty´s "Back Again" och  Linda Bengtzings bidrag "Ta Mig" som tävlade i Melodifestivalen 2014.
Nicke Borg var 2008–2017 gift med låtskrivaren, designern och konstnären Jojo Borg Larsson.

## Album och EP (tillsammans med Homeland)
- 2010 - Chapter 1 (5-spår)
- 2011 - Chapter 2 (debutalbum feat. Leaving Home)
- 2013 - Ruins Of A Riot (Grammisnominerad 2014)
- 2013 - Om du lämnade mig nu (3-spår EP)